# Dude Fire

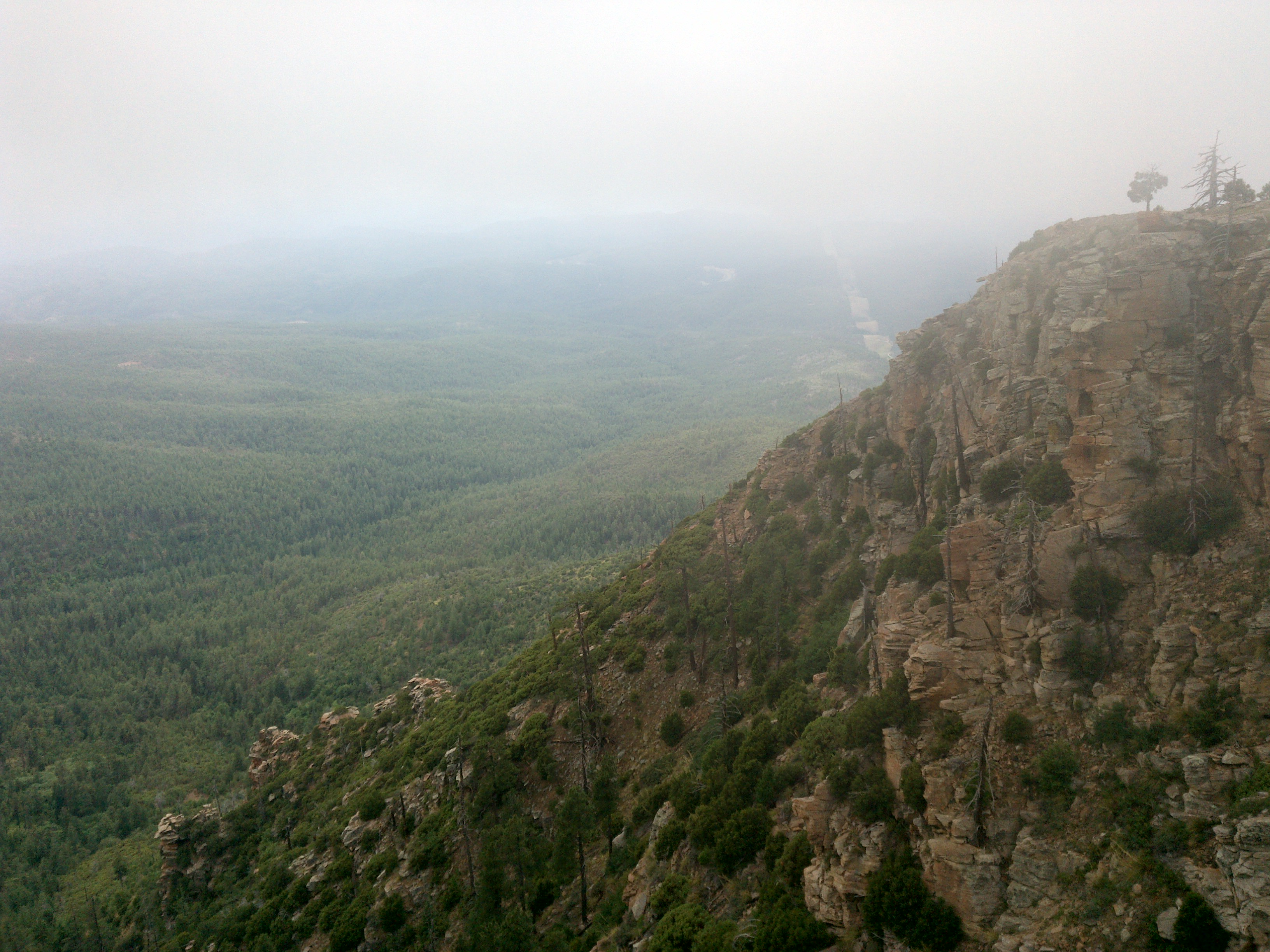
Blick vom Mogollon Rim auf die dichten Wälder von Payson

Das Dude Fire war ein im Sommer 1990 durch Blitzschlag ausgelöster Waldbrand im Tonto National Forest von Arizona, USA, welcher eine Ausdehnung von etwa 9.712 ha (97 km²) erreichte und etwa 70 Gebäude zerstörte. Zudem starben sechs Feuerwehrmänner in einem Canyon, als sie beim Anlegen einer Brandschneise von den Flammen überrascht wurden. Die Tragödie hatte Auswirkungen auf die Bekämpfung von Waldbränden.

## Entstehung und Ausbreitung
Der Brand wurde während eines Trockengewitters am 25. Juni 1990 gegen 12:30 Uhr am Dude Creek, unterhalb des Mogollon Rim im Payson-Distrikt, durch Blitzschlag ausgelöst und um 13:15 Uhr gemeldet. Bei einem Erkundungsflug 15 Minuten später wurde die betroffene Fläche auf 2 ha geschätzt und dehnte sich bis 16:15 Uhr auf 40,5 ha in nördlicher, östlicher und südlicher Richtung aus. Zudem entstand ein Einzelfeuer etwa eine Meile östlich des Hauptfeuers. Die Vegetation vor Ort war trocken und bestand aus Gelb-Kiefern, Manzanita und Zwerg-Eichen. Am Boden lagen Nadeln, Blätter und Totholz.
Um 18 Uhr trafen 360 Feuerwehrleute ein um den Erstangriff auf das Feuer durchzuführen. Die Leitung vor Ort übernahm ein Incident Command Team vom Typ 2, jedoch traf bereits kurz nach 21 Uhr auch ein Typ 1 Team ein, welches am nächsten Tag die Kontrolle übernehmen sollte. Das gemeinsame Hauptquartier befand sich in der Siedlung Bonita Creek, südöstlich des Feuers und nördlich der Fire Control Road, einer 1935 vom CCC errichteten Schotterstraße mit West-Ost-Verlauf. Westlich von Bonita Creek verläuft der Walk Moore Canyon in Nord-Süd-Richtung. Dieser wurde seit den Morgenstunden des nächsten Tages von einem Bulldozer und Feuerwehrleuten zu einer Feuerschneise ausgebaut.
Lebhafte Canyonwinde hatten das Feuer-Areal bis am frühen Morgen des 26. Juni auf 769 ha erweitert, ehe die Winde abklangen und sich das Feuer beruhigte. Rund um den Brand wurden Feuerschneisen angelegt und Löschflugzeuge bzw. Löschhubschrauber flogen permanent Einsätze um die Flammen einzudämmen. Der Wind hatte etwa 5 mph (8 km/h) und kam aus nordöstlicher Richtung. Es gab nur noch ein Fackeln, vereinzelte Feuer und nur kleinere Ausbreitungen von Flammen in den Baumkronen. Lediglich südlich der Fire Control Road kam es kurz nach 14 Uhr zu einem kleineren Einzelfeuer. Inzwischen hatte das Type 1 Team die Verantwortung übernommen.
Gegen 14:30 Uhr wurden die Einsatzkräfte plötzlich von Winden mit bis zu 60 mph (96,5 km/h) aus Nordwesten überrascht, die das Feuer mit großer Geschwindigkeit in nahezu alle Richtungen ausbreiteten. Grund dafür war der Downburst einer zusammenbrechenden Konvektionssäule über dem Brandgebiet, die zuvor durch das Feuer verstärkt worden war. Augenzeugen hatten kurz davor von einer Verdunkelung des Himmels und einer nahezu völligen Windstille berichtet.
Der Brand zerstörte Gebäude in Bonita Creek sowie dem östlich gelegenen Pyle Ranch und übersprang die Fire Control Road im Süden. Auch die Zane Grey Cabin wurde ein Raub der Flammen. Im Walk Moore Canyon wurden elf Feuerwehrleute von den Flammen eingeschlossen und überrollt. Sechs wurden dabei getötet und vier weitere schwer verletzt. Um 16:45 Uhr war die Temperatur um Payson auf 106 °F gestiegen und erreichte damit einen Rekord für diese Gegend seit Beginn der Aufzeichnungen im Jahre 1908.
Am 27. Juni wurde der Nordteil von Gila County zum Katastrophengebiet erklärt und über Payson der Notstand verhängt. Im Norden konnte die Forest Road 300 als Feuerschneise genutzt und verteidigt werden. Insgesamt standen 2.632 Einsatzkräfte mit 24 Luftfahrzeugen im Einsatz. Am 1. Juli war das Feuer unter Kontrolle und die 1.152 Evakuierten durften in ihre Häuser zurückkehren.

## Auswirkungen
Bei den ums Leben Gekommenen handelte es sich um die zur Brandbekämpfung eingesetzten Strafgefangenen Joseph Chacon, Alex Contreras, James Denney, James Ellis und Curtis Springfield, sowie die Aufseherin Sandra Bachman. Sie gehörten zu einer aus 17 Personen bestehenden Crew aus dem Perryville-Gefängnis in Goodyear und waren ausgebildete Feuerwehrleute. Die getöteten Männer wurden am 6. November 1990 von Gouverneurin Rose Mofford posthum begnadigt.
Bei der Untersuchung der Tragödie waren Kommunikationsmängel, eine unzureichende Wetterüberwachung und Unklarheiten nach der Kommandoübergabe an das Typ 1 Team, festgestellt worden. Außerdem waren 7 der 10 Standard Firefighting Orders und 8 der 18 Situations that Shout Watch Out nicht eingehalten worden.
Als Reaktion darauf kam es im Juni 1991 zur Einführung des Sicherheitskonzepts L.C.E.S. (Aussichtspunkte, Kommunikation, Fluchtwege, Sicherheitszonen), welches die Standard Firefighting Orders vereinfachte und zur modernen Sicherheitsgrundlage für die Brandbekämpfung in der Wildnis wurde. Entwickler des Konzepts war der ebenfalls beim Dude Fire eingesetzte Paul Gleason, Superintendent der Zig Zag Hotshot Crew.
Das Dude Fire führte auch zur ersten Forest Service Staff Ride, einer Art Fallstudie nach Vorbild des US-Militärs. Feuerwehrleute werden dabei am Ort der Tragödie zu Ausbildungszwecken mit damals getroffenen Entscheidungen und deren Auswirkungen konfrontiert. Das Wildland Fire Lessons Learned Center erstellte darüber hinaus ein Lehrvideo über die Ereignisse.
Das Phänomen der zusammenbrechenden Konvektions- oder Rauchsäule, im Original als column collapse oder plume collapse bezeichnet, wurde in die Ausbildung aufgenommen. Es entsteht, wenn starke Aufwinde des Brandes in der oberen Atmosphäre abkühlen und dadurch schnell absinken, wodurch starke Abwinde entstehen. Ein Merkmal dieses Vorganges ist die dichte und mächtige Rauchsäule, welche mehrere tausend Meter in den Himmel aufsteigen kann und den Begriff Plume-Dominated Fire prägte. Dieser Vorgang war keineswegs unbekannt, war jedoch bisher in der Brandbekämpfung vernachlässigt worden.
Nach der Kommandoübernahme des Typ 1 Teams war es zu Unklarheiten gekommen. So wusste etwa der neue, dem Walk Moore Canyon zugeteilte Supervisor, laut späteren Befragungen, nicht über seinen genauen Verantwortungsbereich Bescheid und war sich im Unklaren darüber, dass ihm auch die Perryville-Crew unterstand. Aus diesem Grunde wurde das Prozedere bei Kommandoübergaben überarbeitet und die Protokollierung verbessert.
Da die tödlich Verunglückten mit Fire Shelters, einer Art feuerfesten Schutzplane in Form eines Zeltes, ausgerüstet waren, wurde Ted Putnam vom Technologie- und Entwicklungszentrum in Missoula beigezogen. Durch Zeugenaussagen und einem Lokalaugenschein wurde festgestellt, dass die tödlich Verunglückten ihre Fire Shelters nicht völlig entfaltet, oder aber während des Brandes verlassen hatten. Fünf der Männer hatten in ihren Shelters überlebt.